# Frente Amplio por la Democracia (Nicaragua)
El Frente Amplio por la Democracia (FAD) es una coalición de partidos políticos nicaragüenses fundada en 2016 por el Movimiento Renovador Sandinista y otros partidos de recientemente disuelta Coalición Nacional por la Democracia.[cita requerida] La coalición está presidida por Violeta Granera.

## Creación
El 4 de octubre de 2016 se lanzó públicamente el FAD, según José Pallais Arana, político opositor, “El Frente Amplio por la Democracia coordinará esfuerzos por el rescate de la democracia de Nicaragua. La nueva organización la integran partidos políticos, movimientos políticos, organizaciones gremiales, de jóvenes y esfuerzos unitarios en los territorios”. Una de las primeras acciones del FAD, según Pallais, es realizar manifestaciones para exigir nuevas elecciones en Nicaragua y rechazar lo que consideran un fraude electoral las elecciones organizadas para el 6 de noviembre.

## Controversias
Esta Coalición es una de las que ha apoyado los esfuerzos de la sociedad civil en contra del desmantelamiento institucional del gobierno de Daniel Ortega, y su esposa y vicepresidenta, Rosario Murillo. La represión por parte de la Policía Nacional de Nicaragua y grupos para-policiales organizados por el partido FSLN han causado 322 asesinatos, aproximadamente 10% de grupos afines al gobierno y policías, y 90% de manifestantes y civiles, según el informe más reciente de la Comisión Interamericana de Derechos Humanos (CIDH).